# Neuropròtesi
Una neuropròtesi és la implantació d'un xip en el cervell. Aquest tipus de tècniques s'estan estudiant principalment amb la finalitat de dotar de mobilitat a persones paraplègiques, amputades o amb dificultats motrius.

## Procediment
El procediment consisteix en la implantació de xips de silici dotats de fins elèctrodes en el cervell. Els primers xips utilitzats utilitzaven grans quantitats de metall, la qual cosa provocava el rebuig per part del portador, cosa que amb els xips de silici no ocorre. A més, es treballa amb elèctrodes d'or, ja que aquest metall també provoca un menor rebuig.

## Experiments animals
Aquests experiments es realitzen des dels anys 1980, si bé la millora del material informàtic ha impulsat molt aquest camp. L'any 2007 els experiments d'implantació de xips en animals amb la finalitat de controlar funcions superiors van suposar un èxit.
Mitjançant experiments amb micos, John Donoghue, pioner d'aquest camp adscrit a la Universitat Brown a Providence (Rhode Island), va demostrar el 2002 que mitjançant el control d'únicament entre 7 i 30 neurones es pot controlar el moviment d'una mà.
El mateix any, Andrew Schwartz, de la Universitat de Pittsburgh, va aconseguir que els seus micos s'alimentessin mitjançant un braç mecànic que controlava amb una neuroprótesi.
Un altre investigador, Miguel Nicolelis, de la Universitat Duke a Carolina del Nord, va realitzar simultàniament experiments similars, aconseguint que els seus micos moguessin a voluntat una mà artificial recompensant-los amb carícies.

## Experiència en humans
La transmissió sináptica ha estat estudiada mitjançant neuroprótesi amb excel·lents resultats. A més, s'ha aconseguit traduir els impulsos neuronals per fer-los capaços de moure un cursor de ratolí o fins i tot una pròtesi. Els estudis per estendre aquesta transmissió a extremitats pròpies sense mobilitat estan en marxa.
El BrainGate és una interfície Cervell-Ordinador (ICC) gràcies al qual els investigadors que treballen amb ell, amb John Donoghue al capdavant, esperen permetre la recuperació de la mobilitat a persones paraplègiques.

## Ètica
Aquestes tècniques no deixen de ser manipulacions del cervell, de manera que compten amb detractors que al·leguen que es tracta d'una agressió contra la consciència humana. Portades a la seva màxima expressió, aquestes tècniques podrien conduir al control d'una persona per part d'unes altres.
S'ha arribat a parlar que la línia de recerca de l'exèrcit dels Estats Units aniria en el sentit de crear soldats cibernètics que poguessin controlar a distància mitjançant interfícies Cervell-Ordinador (ICC). De fet, els investigadors nomenats, Nicoelis, Schwartz i Donoghue, són subvencionats pel Pentàgon a través de l'Agència d'Investigacions de Projectes Avançats de Defensa (DARPA).